# Élection présidentielle malienne de 1992
L'élection présidentielle malienne s'est déroulée les 12 et 26 avril 1992.
Elle a vu la victoire d'Alpha Oumar Konaré de l'Alliance pour la démocratie au Mali, qui a battu Tiéoulé Mamadou Konaté de l'Union soudanaise-Rassemblement démocratique africain.

## Mode de scrutin
Le président malien est élu au scrutin uninominal majoritaire à deux tours pour un mandat de cinq ans renouvelable une seule fois.